# Wetterbeeinflussung

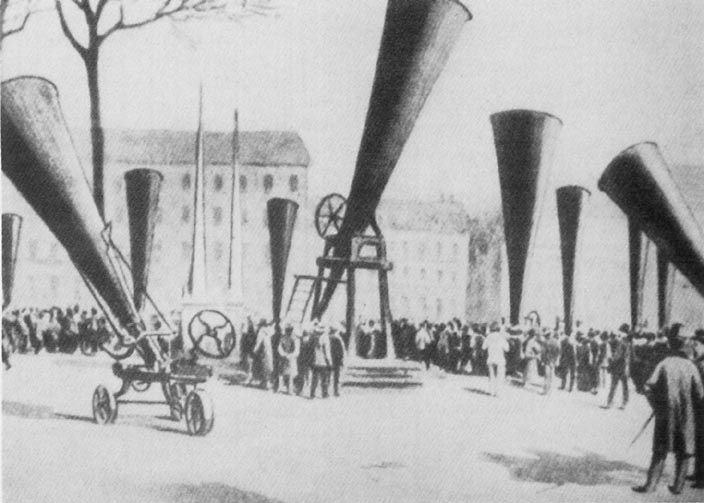
Hagelkanonen auf einem internationalen Kongress, 1901

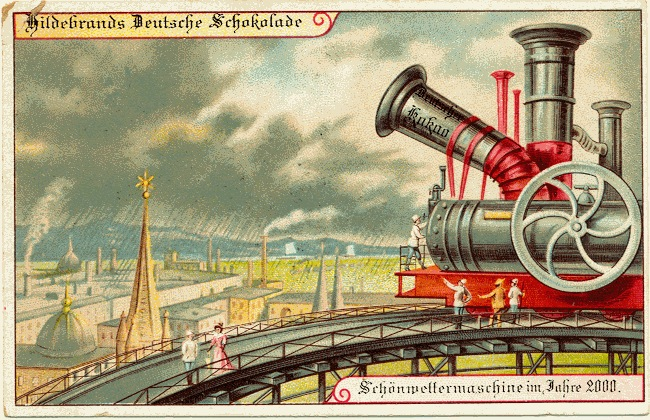
Schönwettermaschine im Jahr 2000. Sammelbildchen der Schokoladenfirma Theodor Hildebrand & Sohn aus dem Jahr 1900

Wetterbeeinflussung ist die gezielte Erzeugung gewünschter Wetterlagen oder die beabsichtigte Abwehr schädlicher Wetter- oder Witterungseinflüsse auf Menschen oder auf wertvolle Einrichtungen. Zu Einflüssen, die sich mehr oder weniger ungewollt als Produkt menschlichen Handelns naturgesetzlich äußern, siehe unter Klimawandel und Geo-Engineering.

## Methoden zur Beeinflussung der kleinräumigen Witterung
Durch vertiefte Kenntnis der Naturgesetze vermag man heute gewisse meteorologische Vorgänge kleinräumig zu beeinflussen, vor allem um Wetterextreme zu mildern:
- In Obst- und Weinbaugebieten lassen sich Schadensfröste verhindern, indem man starke Rauchschwaden erzeugt, die die Ausstrahlung des Erdbodens und der unteren Schichten der Atmosphäre herabsetzen oder durch Frostschutzberegnung, bei der die beim Gefrieren des Wassers freiwerdende Kristallisationsenthalpie zur Erhöhung der Temperatur führt und so die Blüten schützt.
- Auch Wasserflächen (Seen, Teiche und Gräben) bewirken einen gewissen Frostschutz für umliegende Flächen. Der Effekt ist besonders in Obstbaugebieten wie dem Alten Land während der Blüte zu beobachten.
- In Steppengebieten kann man durch die Anpflanzung geeigneter Baumarten so genannte Schutzwaldstreifen etablieren, die ein Austrocknen durch den Wind und damit die Verdunstung verringern. Damit wird der Bodenwasserhaushalt verbessert, die Taubildung wird begünstigt und die Gefahr von Schneeverwehungen wird verringert.
- Schäden durch Blitzeinschläge können vermindert werden durch Aufstellung von Blitzableitern oder Anbringung von Blitzableitersystemen an Gebäuden. Die hohen Spannungen zwischen Gewitterwolke und Erdboden entladen sich nämlich vorzugsweise über den gut leitenden Blitzableiter.

Auch die Wolkenimpfung (→ Abschnitt #Wolkenimpfung) wurde in kleinräumigen Versuchen eingesetzt, etwa zur Hagelabwehr.

## Methoden zur weiträumigen Beeinflussung von Wetter und Klima
Die großräumige Beeinflussung des Wetters oder gar des Klimas befindet sich noch im Experimentierstadium. Verschiedene Forschergruppen haben erste theoretische und praktische Ansätze entwickelt, die immer wieder ausprobiert werden.

### Wolkenimpfung

Prinzip der Wolkenimpfung

In ihrer tatsächlichen Wirksamkeit umstritten ist die Methode der sogenannten „Wolkenimpfung“. Durch das Einbringen künstlicher Kristallisationskeime („Kohlensäureschnee“, Silber- oder Bleiiodid) in vorhandene Wolken sollen sowohl die Niederschlagsmenge in trockenen Regionen erhöht als auch Unwetterereignisse kontrolliert und vermieden werden.
Versuche in größerem Maßstab werden in der Volksrepublik China unternommen. Sie unterhält ein staatliches „Wetteränderungsamt“, das bei den Olympischen Spielen in Peking 2008 oder zu den Feiern zum 60. Jahrestag der Gründung der Volksrepublik am 1. Oktober 2009 für Schönwetter sorgte. Zu diesem Zweck werden von Flugzeugen Chemikalien versprüht, die Regenwolken entfernt von der Hauptstadt abregnen lassen. Als Gegenmaßnahme gegen eine anhaltende Dürre sollte im November 2009 Regen produziert werden, allerdings lösten die Manipulationen einen ungewollten Schneesturm aus, der in der Hauptstadt Schwierigkeiten verursachte.
Auch in Venezuela und Russland sind derartige Maßnahmen zur Erzeugung von Niederschlägen angedacht. In Bolivien wurde während einer Dürreperiode Anfang 2017 das Impfen der Wolken versucht.
Seit Anfang der 2000er Jahre wird in den Vereinigten Arabischen Emiraten an Wolkenimpfung geforscht. In der heißen Wüstenregion verdunsten oft kleine Regentropfen, ehe sie den Boden erreichen. Während der Ausbringung von Silberjodid wurden erhöhte Konzentrationen von Feinstaub gemessen. Im Juli 2021, während einer Hitzewelle mit Temperaturen bis 50 °C, experimentierte Dubai mit Drohnen und elektrischer Ladung, um größere Tropfen zu erzeugen und um nachteilige Umweltwirkungen durch den Einsatz von Chemikalien zu vermeiden. Die Wirksamkeit dieser Form der Wetterbeeinflussung ist noch offen.

### Wirbelstürme

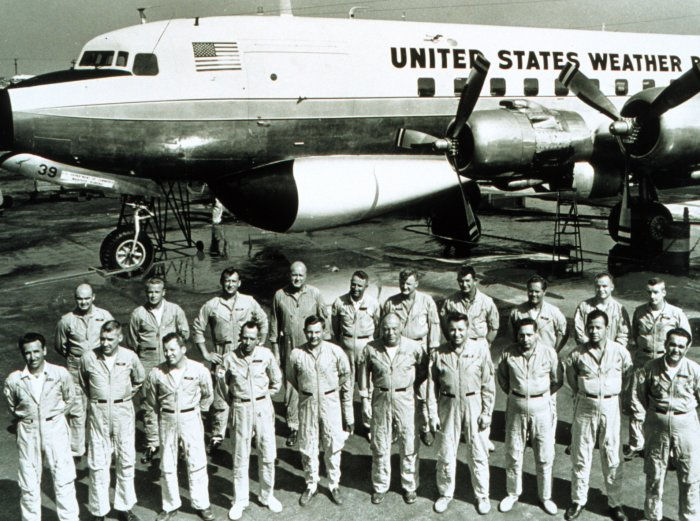
Crew des Projekts Stormfury im Jahr 1969 vor einer Douglas DC-6, die zur Wolkenimpfung eingesetzt wurde

In den 1940er bis 1970er Jahren wurde im Auftrag der US-Regierung in den Projekten „Cirrus“ und „Stormfury“ experimentell versucht, Hurrikans durch Wolkenimpfung abzuschwächen. Im Jahr 1947 brachte ein Flugzeug Silberiodid in Wolken eines Hurrikans ein, der vor Georgia und der Nordküste Floridas seewärts Richtung Nordosten zog. Der Sturm änderte nach dem Experiment seine Richtung auf West und ging an der Küste North Carolinas und Georgias an Land. Der Chemie-Nobelpreisträger Irving Langmuir, der die chemischen Grundlagen für die Idee der Wolkenimpfung gelegt hatte, vermutete, dass die Wolkenimpfung die Kursänderung verursacht hatte. Zwar ergab spätere Forschung, dass dies wahrscheinlich nicht der Fall gewesen war, aber in der Öffentlichkeit blieb der peinliche Eindruck eines Versagens.
Nachdem in den Jahren 1954 und 1955 insgesamt sechs große Hurrikans in den USA fast 400 Opfer gefordert und Schäden in Milliardenhöhe verursacht hatten, wurden Versuche der Hurrikan-Kontrolle wiederaufgenommen. Im Rahmen des Projektes „Stormfury“ wurde in vier Fällen versucht, mit Silberiodid-Impfung Hurrikans zu beeinflussen. Ein vorübergehender Rückgang der Windgeschwindigkeiten des Hurrikans Debbie (1969) um 31 % und 18 % nach zwei Einsätzen schien die Hypothesen des Projektes zu bestätigen. Aber die anfänglichen vermeintlichen Erfolge ließen sich nicht von natürlichen Änderungen der Hurrikans unterscheiden. Wahrscheinlich enthalten die Wolken eines Hurrikans schon zu viel Eiskristalle und zu wenig unterkühlte Wassertropfen, als dass eine Impfung erfolgversprechend ist. Im Jahr 1983 wurde das Projekt eingestellt, auch aus Sorge vor rechtlichen Folgen und öffentlicher Kritik, falls ein Hurrikan nach einer Impfung Verwüstungen anrichten würde und diese auf die Impfung zurückgeführt würden.
Eine Forschungsgruppe um Ross N. Hoffmann von der US-Firma Atmospheric and Environmental Research (AER) in Lexington (Massachusetts) untersuchte in den 2000er Jahren am Beispiel vergangener Hurrikans in Simulationen, wieweit Tropenstürme kontrollierbar sind. Dazu müsste zuerst der Verlauf eines Hurrikans mittels Computersimulationen präzise approximiert werden können. Das ist jedoch ein sehr ambitioniertes Unterfangen, denn die Erdatmosphäre als chaotisches System reagiert extrem empfindlich auf geringste Abweichungen in den Ausgangsbedingungen. Vorhersagen des Verlaufs eines Hurrikans gestalten sich besonders schwierig im Bereich der Grenzschicht, an der Wärme mit der Meeresoberfläche ausgetauscht wird, weil dort nicht mehr von einem abgeschlossenen System gesprochen werden kann.
Die Forschungsgruppe sah folgende Möglichkeiten zur Veränderung maßgeblicher Parameter:
- Erhöhung der Temperatur in der Atmosphäre, womit die Kondensation von Wasserdampf und damit die Wolkenbildung verhindert werden kann, durch Mikrowellenstrahlen aus Solarkraftwerken in der Erdumlaufbahn, was zurzeit nicht realisierbar ist.[14]
- Verringerung der Verdunstung der Meeresoberfläche durch das Ausbringen von biologisch abbaubaren Ölfilmen, was ebenfalls die Wolkenbildung erschweren würde.

Potential sahen sie auch in relativ kleinen Änderungen alltäglicher Aktivitäten, etwa der gezielten Anpassung von Flugrouten zur Bildung von Kondensstreifen (siehe weiter oben) oder Änderungen der Bewässerung von Feldern, um die Verdunstungsrate lokal begrenzt zu verändern. Von einer tatsächlichen Kontrolle von Hurrikans sei man aber wahrscheinlich noch Jahrzehnte entfernt. Die Forscher warnten vor der Gefahr, dass das gezielte Ablenken von Tropenstürmen hin auf andere Staaten als Waffe verwendet werden könnte (→ ENMOD-Konvention).

### Weltweites Klima
Es gibt einen breiten wissenschaftlichen Konsens, dass die Einbringung von Treibhausgasen, wie Kohlenstoffdioxid und bestimmten Kohlenwasserstoffen, in die Atmosphäre zu einer globalen Erwärmung und einem damit einhergehenden Klimawandel führt. Die regionalen Auswirkungen sind unsicher, man ist sich aber einig, dass es dadurch regional auch zu Änderungen des Wetters kommt. Neben der globalen Erwärmung könnte es in Nordeuropa durchaus vorübergehend auch zu einer Abkühlung kommen, etwa wegen einer Abschwächung des Golfstroms oder Kälteeinbrüchen durch Verlagerungen des polaren Jetstreams.
Die gegenwärtige globale Erwärmung ist ein unbeabsichtigter und unerwünschter Nebeneffekt vor allem der Nutzung fossiler Brennstoffe. Unter dem Begriff Geoengineering hingegen werden Ansätze der beabsichtigten künstlichen Klimabeeinflussung diskutiert.

## Rechtslage

### Environmental Modification Convention
Die 1977 unter dem Dach der Vereinten Nationen vereinbarte ENMOD-Konvention (Environmental Modification Convention) verbietet es den Unterzeichnerstaaten, die Umwelt in einem Konflikt gezielt zu schädigen oder eine derartige Schädigung an der Umwelt als militärischen Vorteil oder Waffe einzusetzen. Insbesondere untersagt sie jede Form von Wetterbeeinflussung zu militärischen Zwecken. Die Konvention wurde bis Juni 2015 von 77 Staaten ratifiziert, darunter Deutschland, Österreich, die Schweiz und die USA.

### USA
Dem Senat sowie dem Repräsentantenhaus wurden im Jahr 2005 Gesetzesanträge zur Autorisierung experimenteller Wetterveränderung vorgelegt, aber nicht bewilligt.

## In der Popkultur
1985 entstand das Musikvideo zu dem Lied Cloudbusting (Auskopplung aus dem Album Hounds of Love) der britischen Sängerin Kate Bush mit dem kanadischen Schauspieler Donald Sutherland in der Rolle des Psychoanalytikers Wilhelm Reich auf, der als selbsternannter Regenmacher die „Cloudbuster“ zur Wettermanipulation erfand. Das Musikvideo wurde von Kate Bush gemeinsam mit Terry Gilliam als Kurzfilm konzipiert, Regie führte Julian Doyle.